# Olympiade d'échecs de 1935

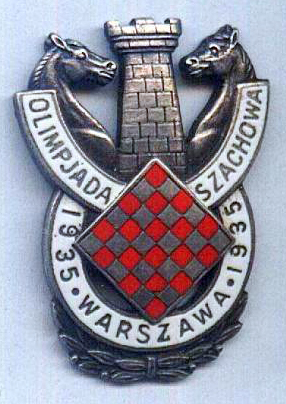
Symbole de la VIe Olympiade d'échecs tenue à Varsovie en 1935.

L'Olympiade d'échecs de 1935 est une compétition mondiale par équipes et par pays organisée par la FIDE. Les pays s'affrontent sur 4 échiquiers. 
Cette 6e Olympiade s'est déroulée du 16 au 31 août 1935 à Varsovie, en Pologne.
Les points ne sont pas attribués au regard des résultats des matches inter-nations, mais en fonction des résultats individuels sur chaque échiquier (un point par partie gagnée, un demi-point pour une nulle, zéro point pour une défaite).

## Tournoi masculin

### Contexte
Cette olympiade réunit 20 nations. Les organisateurs avaient demandé, en vain, à Moscou d'y envoyer une équipe soviétique. En revanche, la Lituanie, alors en conflit avec la Pologne est bien présente, tout comme la Palestine (futur état d'Israël), première nation non-européenne, en dehors des participations régulières des États-Unis ou de l'Argentine. En revanche l'Allemagne nazi qui ne fait plus partie de la FIDE est absente.
La compétition se déroule en poule unique, toutes rondes.

### Résultats
| Classement final |                 |      |
| 1er              | États-Unis      | 54   |
| 2e               | Suède           | 52,5 |
| 3e               | Pologne         | 52   |
| 4e               | Hongrie         | 51   |
| 5e               | Tchécoslovaquie | 49   |

La France se classe 10e avec 38 points.

### Participants individuels

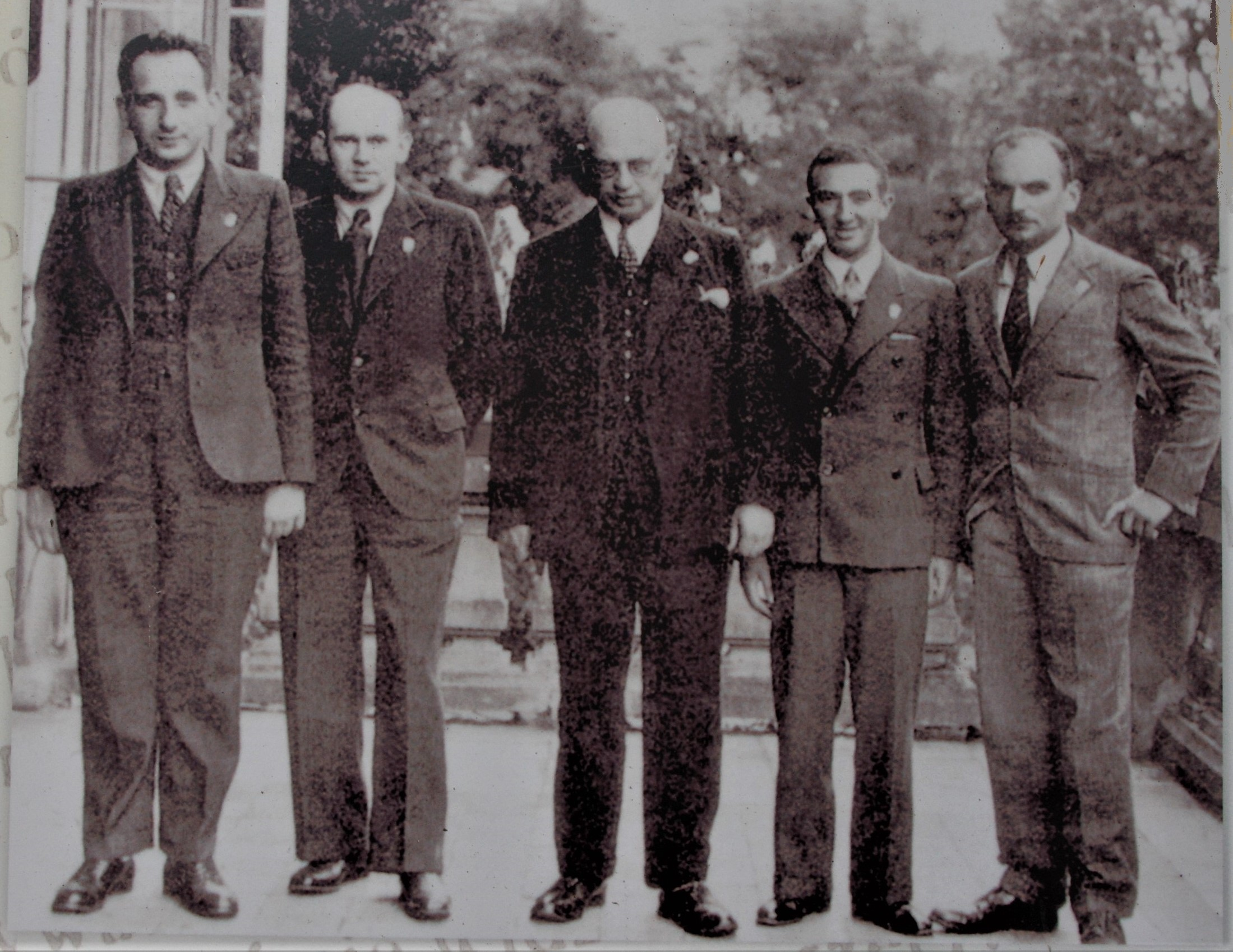
Équipe de Pologne à l'Olympiade de 1935.

- Pour les États-Unis : Fine, Marshall, Kupchik, Dake, Horowitz.
- Pour la Suède : Stahlberg, Stoltz, Lundin, Danielsson, Larsson.
- Pour la Pologne : Tartakover, Frydman, Najdorf, Friedman, K. Makarczyk.
- Pour la France : Alekhine, Betbeder, Muffang, Kahn, Raizman.